# Guareña
Pour les articles homonymes, voir Guareña (homonymie).
Guareña est une commune d’Espagne, dans la province de Badajoz, communauté autonome d'Estrémadure.